# 赤川 (青森市東部)
赤川（あかがわ）は、青森県青森市を流れ青森湾に注ぐ二級河川である。青森平野のやや東に位置する。赤川の名称は上流から流れてくる赤土に由来する。

## 地理
青森県青森市大字沢山にある楢木森山の西側付近に源を発する。沢山地区を北西に流れ池に注ぐ。そこから戸山地区、青い森鉄道線（2010年12月3日までは東日本旅客鉄道（JR東日本）の路線）小柳駅の横を流れ、青森市造道と青森市八重田の境界で青森湾へ注ぐ。

## 環境
環境基準類型未指定河川の一つではあるが水質調査は行われている。かつてはひどく汚れていた河川ではあったが、現在では白鳥も飛来するほどに回復している。

## 整備
市街地より下流は護岸工事のためほぼ直線状になっている。自然整備も行われており、2000年代に入り川に降りられる場所も設けられている公園がはまなす公園（仮称は赤川親水公園）として整備された。